# Кошевое (Днепропетровская область)
Кошевое (укр. Кошове) — село,
Чапаевский сельский совет,
Широковский район,
Днепропетровская область,
Украина.
Код КОАТУУ — 1225883305. Население по переписи 2001 года составляло 165 человек .

## Географическое положение
Село Кошевое находится на расстоянии в 2 км от села Весёлая Дача.
По селу протекает пересыхающий ручей с запрудой.